# Luitpold
Luitpold (zm. 4 lipca 907) – książę Bawarii i władca Karyntii od 899. Protoplasta rodu Luitpoldingów.
Poślubił Kunegundę, córkę księcia Szwabii. Z tego małżeństwa pochodzili:
- Arnulf,
- Bertold.